# Karl Raapitz
Karl Raapitz (* 2. Dezember 1894 in Aken (Elbe); † 3. Juli 1944 in Paris) war ein deutscher Zollbeamter, Bürgermeister von Bad Bentheim und Politiker (NSDAP).

## Leben
Der evangelisch-lutherische, später „gottgläubige“ Raapitz wurde im Kreis Calbe a./S. geboren. 1914 war er Abiturient einer Oberrealschule und trat im August als Kriegsfreiwilliger in das Deutsche Heer ein. Obschon im Ersten Weltkrieg dreimal verwundet und gasvergiftet, versah der mit insgesamt sieben militärischen Auszeichnungen (u. a. EK I, Schlesisches Bewährungsabzeichen) dekorierte Leutnant seinen Armeedienst bis Dezember 1918. Raapitz war verheiratet und hatte eine Tochter.
1919 trat er in Oberschlesien dem Zoll bei. 1921 wurde er Zollobersekretär und nahm aktiv an den oberschlesischen Selbstschutzkämpfen teil. 1925 wurde er zum Zollinspektor, im März 1933 zum Oberzollinspektor befördert. Diese Beförderung wurde wegen seiner „Verdienste um die NSDAP“ auf Februar 1929 „vorpatentiert“ (zurückdatiert).

## Politik
Zum 1. Dezember 1930 trat Raapitz in Ratibor/Oberschlesien in die NSDAP ein (Mitgliedsnummer 384.145) und gründete in verschiedenen Landkreisen Ortsgruppen der NS-Beamtenabteilung. Im März 1932 trat er in die SA ein, wurde Trupp- und Sturmführer und gründete in Nachbargemeinden SA-Abteilungen. Im März 1933 wurde er ins Gemeinde- sowie Kreisparlament von Annaberg und Ratibor gewählt und zum Fraktionsführer, Kreisgerichtsvorsitzenden, Kreisamtsleiter, Kreispropagandaleiter, Reichsredner, Bezirksfachgruppenleiter Zoll der Provinz Oberschlesien sowie Mitglied verschiedener Ausschüsse bestimmt.
Seine Versetzung in den Landkreis Grafschaft Bentheim erfolgte im Dezember 1934 im Zuge der Neuordnung der Zollverwaltung. In der örtlichen NSDAP wurde er kurz darauf wieder als Kreisschulungsleiter eingesetzt.
Der bisherige Bürgermeister Christian Mikkelsen verließ im Herbst 1937 Bentheim, um in Düsseldorf-Oberkassel eine Stelle als Stadtsteuerdirektor anzunehmen. Raapitz, ein alter Kämpfer der NSDAP, bewarb sich (formell) um die freigewordene Stelle und wurde im März 1938 „durch das Vertrauen des Kreisleiters“ Dr. Josef Ständer neuer Bürgermeister in Bentheim.
Mit seinen kommunalpolitischen Zielen („Wie mache ich Bentheim gesund, wie mache ich die Stadt schön und groß?“) gab er vor, sich besonders für den Fremdenverkehr und die Gestaltung des Stadtbildes einzusetzen. Als Bürgermeister und örtlicher Polizeichef verstand er darunter jedoch auch seine aktive Beteiligung an einer Neuordnung der besonderen Art: der fortgesetzten Verdrängung von Juden aus dem Geschäftsleben, der „Arisierung“ privaten Vermögens (Häuser/Grundstücke, Übertragung an Parteigenossen), Verhaftungen von Juden, Niederländern, Zwangsarbeitern und anderen „Gegnern“, der systematischen Kontrolle von Emigranten und dem Raub ihres (Rest-)Vermögens in der Auswanderungshalle des Grenzbahnhofs der Reichsbahn durch die SA und der Zerstörung der Bentheimer Synagoge.
Während die überörtliche NSDAP Raapitz 1935 anlässlich eines Lehrgangs an der NS-Führerschule Bernau noch als „Sonderling“, „der sich selber gern in den Vordergrund stellt und stets bestrebt ist die 1. Rolle zu spielen“, sah, beurteilte ihn die örtliche NSDAP posthum 1944 als unverzichtbaren „treuen Mitarbeiter des Kreisleiters“ und als Kämpfer mit „unbändiger Energie“ für die nationalsozialistische Sache.

Bürgermeister Karl Raapitz (als Oberleutnant im Winter 1943 / 1944)

Im Zweiten Weltkrieg nahm Raapitz an einem vierwöchigen Lehrgang der Wehrmacht teil (Juni 1940). Im April 1941 meldete sich der 46-Jährige freiwillig zum Kriegseinsatz im Heeresdienst, wurde im Westen eingesetzt und 1942 zum Oberleutnant befördert. Im Juli 1944 erlitt Karl Raapitz, der sich zwischenzeitlich immer wieder in Bentheim aufhielt, um sich um seine Bürgermeistergeschäfte zu kümmern, in Paris einen Unfall, erlag tags darauf in einem Lazarett seinen Verletzungen und wurde in Paris beerdigt.
„Ein schwerer Verlust für die Stadt Bentheim“, urteilten seine Parteigenossen. Sein „Heldentod wird uns allen heilige Verpflichtung sein“, hieß es in überörtlichen Kondelenzbezeugungen.